# Hani (district)
Hani is een Turks district in de provincie Diyarbakır en telt 31.509 inwoners (2007). Het district heeft een oppervlakte van 412,7 km².
De bevolkingsontwikkeling van het district is weergegeven in onderstaande tabel.
| 1997   | 2000   | 2007   |
| ------ | ------ | ------ |
| 29.808 | 31.794 | 31.509 |